# Sondereinheit Barrakuda

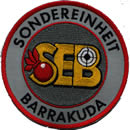
Ärmelabzeichen der Sondereinheit Barrakuda

Barrakuda ist der Name einer 1973 aufgestellten Sondereinheit (SE) der Polizei Basel-Landschaft. Sie ist eine von vier unterschiedlich spezialisierten Sondereinheiten der Polizei Basel-Landschaft neben Taucher-, Hundeführer- und Ordnungsdiensteinheiten.
Anlässlich der terroristischen Aktivitäten in den frühen 1970er Jahren im Inland (21. Februar 1970, Flughafen Zürich-Kloten: Sprengung einer Passagiermaschine 15 Minuten nach dem Start durch Anhänger der PFLP, siehe Swissair-Flug 330) und im Ausland (September 1972, München: Olympia-Attentat) wurde den sicherheitsverantwortlichen Behörden des Kantons Basel-Landschaft bewusst, dass man auf Einsatzlagen derartigen Ausmasses nicht vorbereitet war. 
Aus diesem Grunde wurde 1973 die Sondereinheit «Barrakuda» (SEB) ins Leben gerufen. Anfangs war die Einheit noch in zwei Teilbereiche gegliedert. Den Teilbereich Intervention («Barrakuda») und den Teilbereich Scharfschützen («Mamba»). Heute sind die Scharfschützen in die Sondereinheit «Barrakuda» integriert und sind Interventionsspezialisten mit der Zusatzfunktion als Scharfschütze.
Die Schweiz hat als erstes europäisches Land die nicht-tödliche Waffe, sogenannte Taser, formell zugelassen. Die Sondereinheit «Barrakuda» hatte in der Folge als erste Sondereinheit der Schweiz solche Elektroschockwaffen angeschafft und auch schon eingesetzt.

## Einsatzprofil
«Barrakudas» kommen bei sicherheitspolizeilichen Sondereinsätzen mit mittlerem bis hohem Gefährdungsgrad zum Einsatz. Namentlich sind dies:
- Schutz von Konferenzen und gefährdeten Personen
- Lösung von Geiselnahmen und Erpressungen
- Verhaftung von gefährlichen, bewaffneten Personen
- Verhaftungen in dynamischen Einsatzlagen (Täterschaft mobil)
- Beschaffung von Informationen im Wirkungsbereich der Täterschaft (durch Sicherungsschützen)
- Zugriffe aus der Luft (Helikopter)

Die «Barrakudas» werden in regelmässigen Trainings dafür ausgebildet, in besonderen Einsatzlagen verhältnismässig und erfolgreich zu handeln. Zu diesem Zweck sind sie mit einer breiten Palette von Einsatzmitteln ausgerüstet.